# トミ・コイヴサーリ
トミ・コイヴサーリ（Tomi Koivusaari、1973年4月11日 - ）は、フィンランドのヘヴィメタル・ミュージシャン。フィンランドのヘヴィメタルバンド、アモルフィスのリズムギタリストであり、活動初期にはグロウルによるボーカリストも兼任していた。機材としては、ESP Eclipse 1 CTM “Crescent”とマーシャルのアンプを使用している。

## 略歴

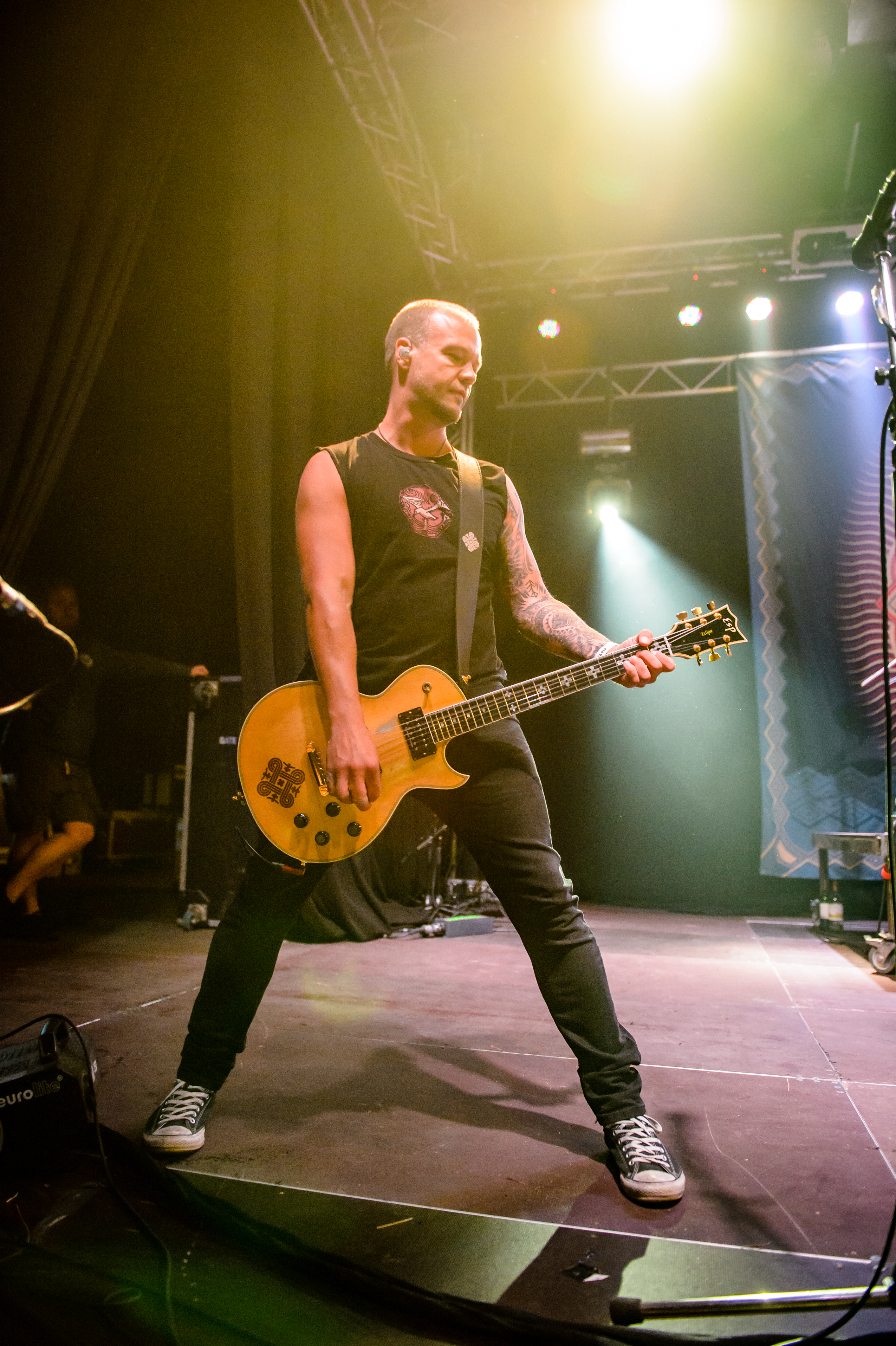
アモルフィス - ドイツ公演 (2016年)

トミが、ギターを始めたのは12歳の時であり、1987年にスラッシュメタルバンド、ヴァイオレント・ソリューションが最初のバンドであった。そこでは、ギターとバッキング・ボーカルを演奏していた。同バンドでは、1989年リリースのデモテープ『Disorder of Composure』に参加した。しかし、同年にデスメタルバンド、Abhorrenceを結成。結成に併せてヴァイオレント・ソリューションから脱退した。Abhorrenceでは、2本のデモテープに参加した。
1990年に結成直後のアモルフィスに加入。リズムギターとメインボーカルを担当した。その後、1995年にクリーン・ボーカリストのパシ・コスキネンが加入し、ツインボーカル体制となる。1997年より、アモルフィスがメロディックデスメタルからゴシックメタルへと音楽性を転換したため、パシのみがボーカルを執るようになり、以降はリズムギターに専念するようになった。2005年にボーカリストがトミ・ヨーツセンに交代し、メロディックデスメタルへ再び音楽性を転換したが、ギターに専念している。
1996年には、パシ・コスキネンと共に、ブラック/デスメタルバンド、Ajattaraを結成。同バンドでは、サムエル・レンポ (Samuel Lempo)という名前を使用していた。
この他に、Verenpisara、Jam-Bore、Karuselli、Velcraといったバンドでも活動していた。
Black Sun Aeon、カロン、Kotiteollisuus、ワルタリのアルバムにゲストとして参加している。特にカロンとKotiteollisuusでは、シタールを演奏している。

## ディスコグラフィ

### アモルフィス
- Disment of Soul (demo, 1991)
- Amorphis (demo, 1992)
- The Karelian Isthmus (album, 1992)
- Privilege of Evil (EP, 1993)
- Tales from the Thousand Lakes (album, 1994)
- Black Winter Day (EP, 1995)
- Elegy (album, 1996)
- My Kantele (EP, 1997)
- Isle of Joy (bootleg, 1997)
- Divinity / Northern Lights (single, 1999)
- Tuonela (album, 1999)
- Story - 10th Anniversary (compilation, 2000)
- Alone (single, 2001)
- Am Universum (album, 2001)
- Far from the Sun (album, 2003)
- Day of Your Beliefs (single, 2003)
- Evil Inside (single, 2003)
- Chapters (best-of compilation, 2003)
- Relapse Singles Series Vol. 4. (split (where Amorphis appears with the self-titled demo), 2004)
- House of Sleep (single, 2006)
- Eclipse (album, 2006)
- The Smoke (single, 2006)
- Silent Waters (album, 2007)
- Silver Bride (single, 2009)
- Skyforger (album, 2009)
- Magic & Mayhem - Tales from the Early Years (compilation, 2010)
- You I Need (single, 2011)
- The Beginning of Times (2011)
- Circle (album, 2013)
- Under the Red Cloud (album, 2015)
- Queen of Time (album, 2018)

### ヴァイオレント・ソリューション
- Disorder of Composure  (demo, 1989)

### Abhorrence
- Vulgar Necrolatry (demo, 1990)
- Abhorrence (demo, 1990)

### Ajattara
- Helvetissä On Syntisen Taivas (demo, 1998)
- Itse (album, 2001)
- Kuolema (album, 2003)
- Tyhjyys (album, 2004)
- Ilon Juhla (single)
- "Joulu (single, 2005)
- Äpäre (album, 2006)
- Sika (single, 2006)

### ゲスト参加
- Waltari - Yeah! Yeah! Die! Die! - Death Metal Symphony In Deep C (1996, ボーカルでゲスト参加)
- Charon - Songs for the Sinners (2005, シタールでゲスト参加)
- Black Sun Aeon - Darkness Walks Beside Me (2009, ボーカルでゲスト参加)
- Kotiteollisuus - Sotakoira II (2012, シタールでゲスト参加)